# Skara stadshotell
Skara stadshotell är ett stadshotell uppfört 1875.

## Historia
Skara stadshotell började byggas år 1874, då Skaras järnvägsförbindelse innebar ökad tillströmning av besökare. Hotellet ritades av arkitekten Emil Viktor Langlet och stod klart 1875.
Jean och Hilde Roser tog över driften av hotellet 1966 och genomförde då bland annat en ombyggnad. 1986 såldes hotellet av Skara kommun till bröderna Stig och Bengt Roser. 1993 gjordes en tillbyggnad, en teaterdel kallat Rosers salonger.
Sedan 2020 drivs hotellet av familjen Blank, och hotellet är numera ett av flera Jula Hotell. I hotellet hänger konst av Lars Lerin.